# Remington Spartan 453
Remington Spartan 453, також відомий як SPR 453, самозарядний дробовик з відведенням порохових газів. Це імпортний варіант російського дробовика Байкал MP-153 виробництва Іжевського механічного заводу. Його завозила і продавала компанія Remington Arms, яка припинила імпортування дробовиків в США в 2008 році. 
SPR 453 є дешевшим у порівнянні з іншими самозарядними дробовиками. Його частіше за все використовують для полювання на птахів, а також для спортивних змагань, таких як стрільба по тарілкам та стендова стрільба. Він заряджався набоями 12 калібру з довжиною гільзи від 2+3⁄4 до 3+1⁄2 дюйма (7,0 до 8,9 см). Продавали кілька версій SPR 453, в тому числі в камуфляжі компанії Mossy Oak "New Break-Up".